# Графический редактор

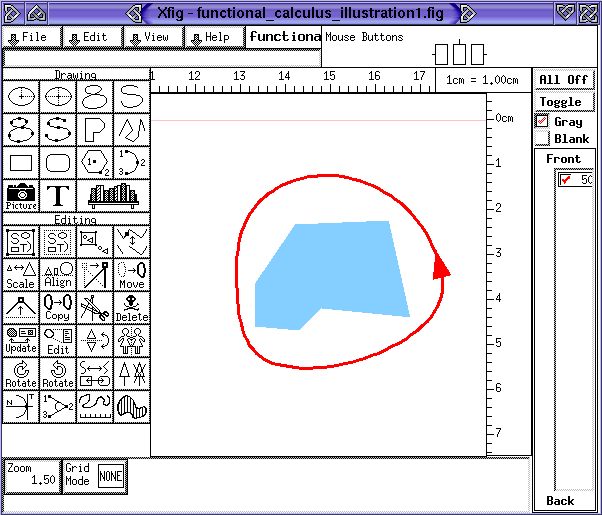
Графический редактор

Графический редактор — программа (или пакет программ), позволяющая создавать, просматривать, обрабатывать и редактировать цифровые изображения (рисунки, картинки, фотографии) на компьютере.
Типы графических редакторов:
- Растровые графические редакторы. Наиболее популярные: платные Adobe Photoshop, Corel PaintShop Pro и AliveColors и бесплатные GIMP, Krita, Photofiltre, Paint.NET и Canva.
- Векторные графические редакторы. Наиболее популярные: платные Adobe Illustrator, Corel Draw, бесплатный Inkscape и условно-бесплатный Figma.
- Гибридные графические редакторы. Наиболее популярны: RasterDesk (для AutoCAD), I/RAS B и I/RAS C (для MicroStation[англ.]) и Spotlight. Adobe Photoshop имеет ряд функций для работы с векторной графикой, а Adobe Illustrator и Corel Draw.